# Abambres
Abambres ist eine Ortschaft und Gemeinde im Norden Portugals.

## Geschichte
Funde in der Region lassen auf eine vorgeschichtliche Besiedlung schließen. Die Römer bauten in der Gegend Erze ab.
Der heutige Ort entstand vermutlich während der Besiedlungspolitik im Verlauf der mittelalterlichen Reconquista. Im 12. Jahrhundert wurde Abambres bereits als Gemeinde geführt.

## Sehenswürdigkeiten
Neben der Natur, die über Wanderwege der Kreisverwaltung Mirandela erschlossen ist, sind einige Baudenkmäler in der Gemeinde Abambres zu sehen:
- Igreja de São Tomé, romanische Gemeindekirche von Abambres, seit 1982 unter Denkmalschutz[4]
- Ponte da Formigosa, steinerne Brücke aus dem Mittelalter[5]
- Fonte Romana em Abambres, ein Steinbrunnen, der von den Bewohnern auf die Zeit der Römer zurückgeführt wird[6]
- Capela do Sagrado Coração de Jesus, manieristisch-barocke Kapelle aus dem 17. Jh.[7]
- Capela de São Martinho, Kapelle in Vale de Martinho aus dem 18. Jh.[8]
- Capela de São Brás, Kapelle[9]

## Verwaltung
Abambres ist Sitz einer gleichnamigen Gemeinde (Freguesia) im Kreis (Concelho) von Mirandela im Distrikt Bragança. In ihr leben 338 Einwohner auf einer Fläche von 19 km² (Stand 19. April 2021).
Folgende Ortschaften liegen im Gemeindegebiet:
- Abambres
- Vale de Juncal
- Vale de Martinho